# Allegiant Air

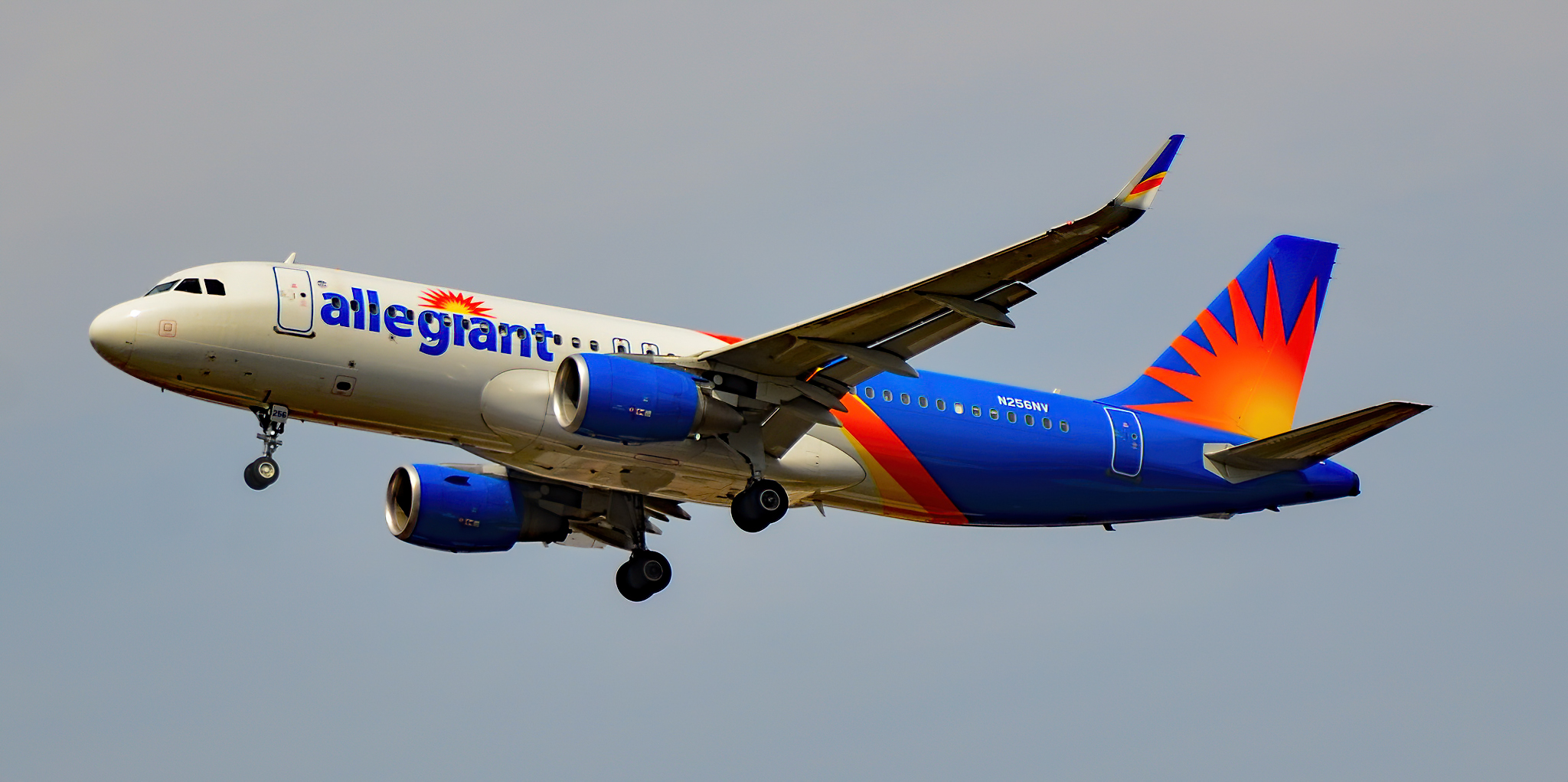
Allegiant Air Airbus A320.

Allegiant Air är ett amerikanskt lågprisflygbolag baserat i Las Vegas som flyger reguljär- och charterflyg.
Allegiant Air grundades i januari 1997 under namnet WestJet Express. Efter att ha förlorat en varumärkestvist med Westjet Air Center i Rapid City, South Dakota, och insett namnets likhet med det kanadensiska flygbolaget WestJet Airlines, antog flygbolaget namnet Allegiant Air och fick certifiering för reguljär- och charterflyg 19 juni 1998.
I december 2021 flög Allegiant till 133 destinationer i USA, mestadels till mindre regionala flygplatser med ett par avgångar i veckan.

## Flotta
I mars 2023 bestod Allegiants flotta av följande flygplan:
| Flygplan           | Antal | Order | Passagerare | Passagerare | Passagerare | Noteringar                                                  |
| Flygplan           | Antal | Order | Y+          | Y           | Totalt      | Noteringar                                                  |
| ------------------ | ----- | ----- | ----------- | ----------- | ----------- | ----------------------------------------------------------- |
| Airbus A319-100    | 35    | —     | 18          | 138         | 156         |                                                             |
| Airbus A320-200    | 91    | —     | 18          | 159         | 177         |                                                             |
| Airbus A320-200    | 91    | —     | 18          | 168         | 186         |                                                             |
| Boeing 737 MAX 7   | —     | 30    |             |             |             | Leveranser från 2023 med option på ytterligare 50 flygplan. |
| Boeing 737 MAX 200 | —     | 20    |             |             |             | Leveranser från 2023 med option på ytterligare 50 flygplan. |
| Totalt             | 126   | 50    |             |             |             |                                                             |